# Palais de Bemposta
Pour les articles homonymes, voir Bemposta.
Le Palais de Bemposta (en portugais : Palácio da Bemposta), parfois appelé Palais de la Reine (Paço da Rainha) est une ancienne résidence de la maison de Bragance situé à Lisbonne. 

## Historique
Construit au début du XVIIIe siècle sur ordre de la reine douairière Catherine de Bragance, il a été nationalisé après la chute de la monarchie en 1910.

## Architecture

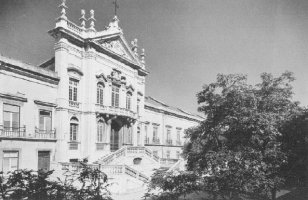
La façade du palais de Bemposta.